# (431) Nèfele
(431) Nèfele és el nom que rep l'asteroide número 431, situat al cinturó d'asteroides.
Fou descobert per l'astrònom Auguste Charlois des de l'observatori de Niça (França), el 18 de desembre del 1897.